# Liste der Fornminnen in Tjurkö

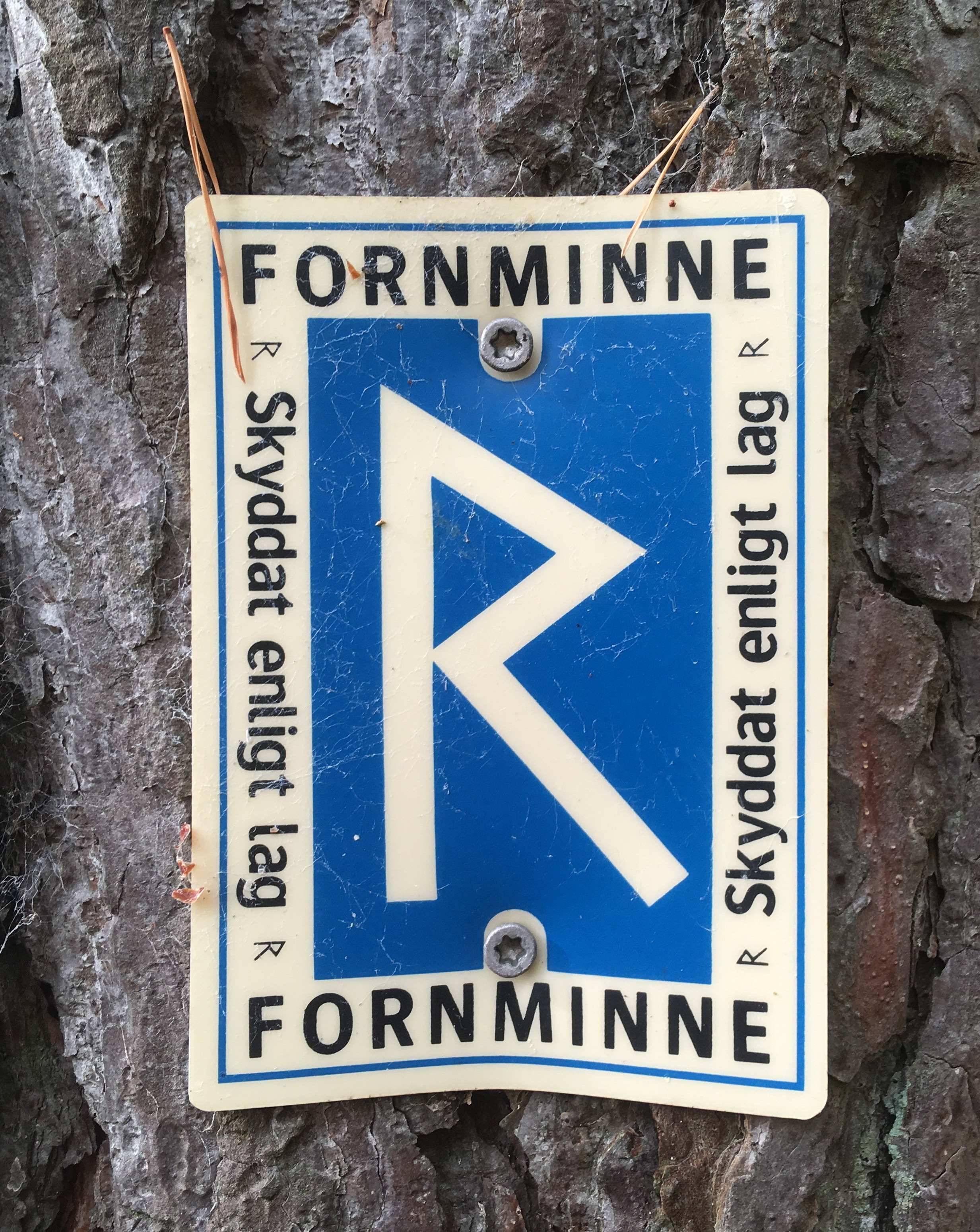
Zeichen für „Fornminnen“ in Schweden

Diese Liste der Fornminnen in Tjurkö zeigt die „Alten/antiken Denkmale“ (schwedisch fornminnen) auf der Insel Tjurkö im ehemaligen Socken Augerum (siehe) in der heutigen Gemeinde Karlskrona der südschwedischen Provinz Blekinge län, sie ist eine Teilliste der „Liste der Fornminnen in Blekinge“. Die Aufteilung basiert auf der historischen Zuordnung der Gebiete in Socken (siehe auch) und der Einteilung des Zentralamts für Denkmalpflege Riksantikvarieämbetet (RAÄ). Es werden die Fornminnen aufgeführt, die auf dem Suchdienst „Fornsök“ registriert sind, welcher weitere Informationen zu den bekannten kulturhistorischen Überresten in Schweden enthält.

## Begriffserklärung
Fornminnen (schwedisch für alte/antike Denkmale oder archäologische Funde) sind in Schweden alte Objekte und archäologische Funde (Fornlämningar), welche die Überreste menschlicher Aktivitäten in der Vergangenheit bezeichnen, die durch frühere Nutzung entstanden sind und dauerhaft aufgegeben wurden. Dabei gilt für Fornminnen, die vor 1850 entstanden sind, dass sie automatisch durch das Gesetz geschützt sind. Aber auch jüngere Überreste können zu Bodendenkmalen erklärt werden, wenn sie sich an ihrem ursprünglichen Standort befinden und weitgehend erdgebunden sind. Als Fornminnen zählen u. a. Siedlungen und Siedlungsreste aus prähistorischer Zeit, Gräber und Grabstätten, Burgruinen, Ruinen von Klöstern, Kirchen und Schlössern, Steine und Felsen mit Inschriften und Bildern (z. B. Runensteine und Petroglyphen), insofern sie nicht schon als Einzeldenkmal unter Byggnadsminnen (schwedisch für Baudenkmale) oder kyrkliga Kulturminnen (schwedisch für kirchliches Kulturgut) ausgewiesen sind.

## Legende
| ID           | = | ID.Nr. des Denkmalregisters (Fornsök) im schwedische Amt für nationales Kulturerbe (Riksantikvarieämbetet (RAÄ)) |
| Lage         | = | Koordinatenangabe des Standorts                                                                                  |
| Bezeichnung  | = | Bezeichnung des Denkmalobjekts (auch RAÄ-Nr.)                                                                    |
| Beschreibung | = | Name (Denkmaltyp/Dokumentenverweis im Arkivsök) sowie eine kurze Beschreibung des Objekts                        |
| Bild         | = | Bild des Objekts sowie Verweis auf weitere Bilder                                                                |

## Fornminnen Tjurkö
| ID             | Lage    | Bezeichnung (RAÄ-Nr.)    | Beschreibung | Bild           |
| -------------- | ------- | ------------------------ | --- | -------------- |
| 10101600010001 | (Karte) | Tjurkö 1:1               | Tjurkö 1:1 (Grabstein / L1979:6477) bitte Beschreibung ergänzen | Weitere Bilder |
| 10101600040001 | (Karte) | Tjurkö 4:1               | Tjurkö 4:1 (Grabstein / L1979:6586) bitte Beschreibung ergänzen | Weitere Bilder |
| 18000000050837 | (Karte) | Tjurkö 9                 | Tjurkö 9 (Gebiet mit Schiffsresten / L1978:1918) bitte Beschreibung ergänzen | Weitere Bilder |
| 18000000053003 | (Karte) | Tjurkö 31                | Tjurkö 31 (Schiffswrack / L1978:1947) bitte Beschreibung ergänzen | Weitere Bilder |
| 12000000141649 | (Karte) | Tjurkö 32, Schanze       | Tjurkö 32 (Festung/Schanze / L1978:7724) kreisförmige Wallanlage (ca. 95 x 85 m) am Djupasund (Übergang von Tjurkö nach Sturkö) mit einem etwa 44 x 22 m großen Betonbunker mit Stahltür und Schießscharten (um 1904 erbaut) mit einem Aussichtsturm, umgeben von einem ca. 11 m breiten und 1 m tiefen Graben. Das als schwedisch Djupasundsbatteriet bezeichnet Objekt war ursprünglich mit vier 57 mm-Geschützen bewaffnet und wurde noch 1940 als Verteidigungsbunker genutzt. Nördlich der Straße befindet sich noch ein gut erhaltenes Wachhaus (Djupasundsleden 4, 370 44 Sturkö) und ein ehemaliger Unterstand mit Wallmauer - „Tjurkö 32“ (L1978:7975). | Weitere Bilder |
| 12000000142400 | (Karte) | Tjurkö 38, Schanze       | Tjurkö 38 (Festung/Schanze / L1978:8846) ovale Wallanlage (ca. 130 x 95 m) mit einem etwa 100 x 45 m langen und 3 - 5 m hohem Betonbunker, welcher mit Steinen und Erde bedeckt ist. Das Areal ist von etwa 3 - 5 m breiten und 2 m hohen Erdwällen sowie von einem 12 - 15 m breiten und 1,5 m tiefen Graben umgeben. Das als schwedisch Tjurkö skans bezeichnete Objekt wurde um 1904 für die Infanteriebesatzung auf Tjurkö erbaut und in beiden Weltkriegen als Unterkunfts- und Trainingskaserne genutzt. | Weitere Bilder |
| 12000000145277 | (Karte) | Tjurkö 70, Hofgrundstück | Tjurkö 70 (Hofgrundstück / L1978:8857) rechteckiges ehemaliges Hofgrundstück (ca. 50 x 40 m) mit ehemals 4 Gebäuden (um 1803) im Norden der Insel an der Herrgården, vormals als Steuerhaus Nr. 62 "Herregården" bezeichnet, Grundstück heute verlassen und überwachsen. Interessant direkt südlich an der Herrgården 2, das kleine Cafe mit Kunst- und Handwerksmuseum „SKÄRGÅRDSKRAFT“ mit jährlich wechselnden Ausstellungen schwedischer Künstler und originalgetreu erhaltenen Handwerkshäusern der Steinhauer des ehemaligen benachbarten Steinbruchs | Weitere Bilder |
| 12000000145279 | (Karte) | Tjurkö 72                | Tjurkö 72 (Hofgrundstück / L1978:8873) ellipsoides ehemaliges Hofgrundstück (ca. 75 x 40 m) mit ehemals 5 Gebäuden (um 1803) im Nordosten der Insel an der Målavägen, etwa 350 m östlich der Norra Tjurkövägen; vormals als Steuerhaus Nr. 64 "Måhlen" bezeichnet, Grundstück heute verlassen, mit Acker- und Weideland überwachsen. | Weitere Bilder |